# Borzykowo (gmina)
Borzykowo (od 1973 Kołaczkowo) – dawna gmina wiejska istniejąca w latach 1934–1954 w woj. poznańskim (dzisiejsze woj. wielkopolskie). Siedzibą władz gminy było Borzykowo.
Gmina zbiorowa Borzykowo została utworzona 1 sierpnia 1934 w powiecie wrzesińskim w woj. poznańskim z dotychczasowych jednostkowych gmin wiejskich: Bieganowo, Borzykowo, Budziłowo, Cieśle Małe, Cieśle Wielkie, Gałęzewice, Gorazdowo, Grabowo Królewskie, Kołaczkowo, Krzywagóra, Łagiewki, Sokolniki, Sokolniki-Kolonja, Spławie, Szamarzewo, Wszembórz i Zieliniec (oraz z obszarów dworskich położonych na tych terenach lecz nie wchodzących w skład gmin). 
Po wojnie gmina zachowała przynależność administracyjną. Według stanu z 1 lipca 1952 gmina składała się z 14 gromad: Bieganowo, Borzykowo, Budziłowo, Cieśle, Gałęzewice, Gorazdowo, Grabowo Królewskie, Kołaczkowo, Sokolniki, Spławie, Szamarzewo, Wszembórz, Zieliniec i Żydowo. Gmina została zniesiona 29 września 1954 wraz z reformą wprowadzającą gromady w miejsce gmin.
Jednostki nie przywrócono 1 stycznia 1973 po reaktywowaniu gmin, utworzono natomiast jej terytorialny odpowiednik – gminę Kołaczkowo.